# Хёрден (Гарц)
Хёрден (нем. Hörden am Harz) — община в Германии, в земле Нижняя Саксония.
Входит в состав района Остероде. Подчиняется управлению Хатторф ам Харц. Население составляет 1087 человек (на 31 декабря 2010 года). Занимает площадь 7,82 км².
| Год  | Население |
| ---- | --------- |
| 1990 | 1082      |
| 1995 | 1125      |
| 2000 | 1147      |
| 2005 | 1156      |
| 2010 | 1107      |